# Hacettepe universitet
Hacettepe Universitet (turkiska: Hacettepe Üniversitesi), beläget i Ankara, Turkiet, är ett statligt universitet och ett av de mest framstående universiteten i Turkiet. Skolan grundades år 1954 som Çocuk Sağlığı Kürsüsü men bytte namn till Çocuk Sağlığı Enstitüsü år 1957. År 1964 ändrades namnet till Hacettepe Üniversitesi. Hacettepe är därmed det femtionde äldsta universitetet i Turkiet.
Hacettepe ses som ett av de mest prestigefyllda universiteten i Turkiet och är ett statligt universitet, finansierat huvudsakligen av den turkiska staten. Universitetet har 13 fakulteter, 9 yrkesinriktade skolor, 13 institut och 35 forskningscenter. Universitetet erbjuder 150 olika examen på grundnivå och 170 på avancerad nivå. Universitet har drygt 30000 studenter på grundläggande nivå, 3000 på avancerad nivå och knappt 3479 akademisk personal.

## Campus
Universitetet har två huvudcampus, Beytepe i västra Ankara och Sıhhiye (mellan Kızılay och Ulus) i centrala Ankara. Till Sıhhiyecampuset är skolans medicinska utbildning, forskning och sjukhus koncentrerat. I Beytepe, 13 km väster ut, finns de övriga fakulteterna samlade på ett 6 miljoner kvadratmeter stort område som mestadels består av skogs- och parklandskap som sluttar ned mot Ankara. Det finns ytterligare två mindre campus, i Keçiören finns Skolan för social arbete medan campuset i Beşevler rymmer Ankaras statskonservatorium, den främste musikaliska utbildningen i Turkiet.